# Philippe Étienne

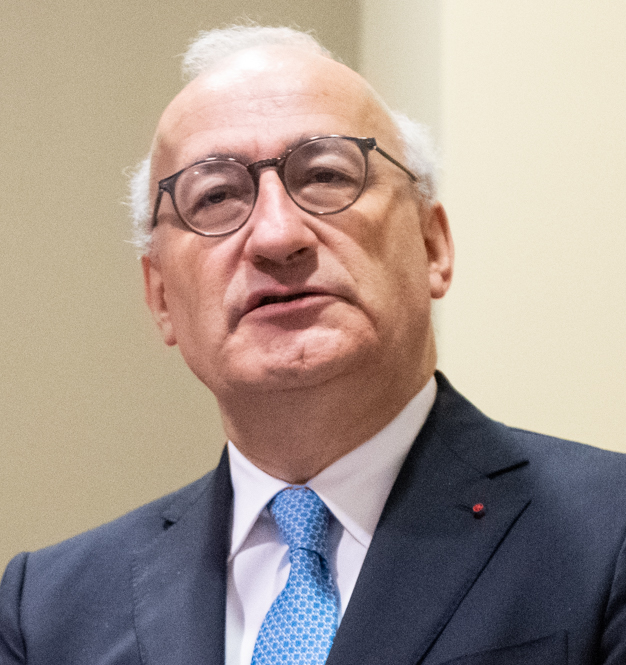
Philippe Étienne (2019)

Philippe Noël Marie Marc Étienne (* 24. Dezember 1955 in Neuilly-sur-Seine, Département Hauts-de-Seine) ist ein französischer Diplomat und seit September 2019 der Botschafter Frankreichs in den Vereinigten Staaten. Von Mai 2017 bis Mai 2019 war er Diplomatischer Berater des französischen Staatspräsidenten Emmanuel Macron. Zuvor – seit
August 2014 – war er Botschafter in Deutschland.

## Leben
Étienne machte ein Diplom in Serbokroatisch am Pariser Institut national des langues et civilisations orientales und besuchte die Elitehochschule ENA (Abschlussjahr 1980 Voltaire, zugleich mit François Hollande und Ségolène Royal). Er trat in den Dienst des französischen Außenministeriums und sein erster Posten war 1981 Belgrad, damals Jugoslawien. Von 1985 bis 1987 diente er an der französischen Botschaft in Bonn. 1987 arbeitete er im Büro des beigeordneten Ministers für Europa. 1991 wurde er in Moskau zuständig für Fragen der Kultur und Wissenschaft. 1995 wurde er stellvertretender Direktor im Ministerbüro in Paris.
2002 wurde Philippe Étienne zum Botschafter befördert und nach Bukarest (Rumänien) versetzt. 2007 diente er im Pariser Außenministerium als Kabinettsdirektor unter Außenminister Bernard Kouchner. Seit 2009 war er als Nachfolger von Pierre Sellal Ständiger Vertreter seines Landes bei der Europäischen Union in Brüssel. Am 22. August 2014 wurde er französischer Botschafter in Deutschland. Am 2. September 2014 überreichte er Bundespräsident Joachim Gauck sein Beglaubigungsschreiben. Sein Vorgänger war Maurice Gourdault-Montagne, der als Botschafter nach Peking wechselte.
Seit 2003 ist er Ritter, seit 2013 Offizier der Ehrenlegion.